# Rainmaker
A Rainmaker az Iron Maiden brit heavy metal együttes 2003-as Dance of Death albumának második kislemezen kiadott dala. A kislemez a brit slágerlistán a 13. helyet szerezte meg.

## Története
A dal Dave Murray gitáros, Steve Harris basszusgitáros és Bruce Dickinson énekes közös szerzeménye. A dalszövegben az eső egy megromlott párkapcsolat helyreállításának szimbóluma, ahogy a kiszáradt, megrepedezett földet az eső újra összemossa, életre kelti. A dalnak nincs köze John Grisham azonos című regényéhez, se az abból készült, Francis Ford Coppola rendezte mozifilmhez.
A kislemez 2023 novemberében került kiadásra, amikor a Dance of Death album lemezbemutató turnéjának európai szakasza zajlott éppen. A B-oldalra az album címadó dalának nagyzenekari változata került fel. A CD-változaton bónuszként egy jam session felvétele hallható More Tea Vicar címmel, melyet a stúdiómunkálatok közben rögzítettek és amiben Bruce Dickinson a rappeléssel is megpróbálkozik. A Wildest Dreams kislemezhez hasonlóan a Rainmaker is megjelent DVD formátumban. A címadó dal videoklipje és a klipforgatást bemutató rövidfilm mellett két korábbi dal koncertfelvételét tartalmazta a korong.
A kislemez borítóján, jobb oldalon Eddie vicsorít, miközben a háttérben, bal oldalon, a dalhoz forgatott videoklipben is szereplő törzs tagjai az esőben táncolnak. A Rainmaker a brit slágerlistán a 13. helyen nyitott és összesen hét hetet töltött a Top 100-ban. Finnországban, Magyarországon és Spanyolországban a Top 3-ba került, igaz, listavezető nem tudott lenni.

## Számlista
7" kislemez
1. Rainmaker (Dave Murray, Steve Harris, Bruce Dickinson) – 3:48
2. Dance Of Death (Orchestral Version) (Janick Gers, Harris) – 8:37

CD Maxi-Single
1. Rainmaker (Murray, Harris, Dickinson) – 3:48
2. Dance Of Death (Orchestral Version) (Gers, Harris) – 8:37
3. More Tea Vicar (Smith, Dickinson, Murray, Gers, McBrain, Harris) – 4:40

DVD-Single
1. Rainmaker (Video) (Murray, Harris) – 3:48
2. The Wicker Man (Live At Brixton Academy 2002) (Smith, Dickinson, Harris) – 4:35
3. Children Of The Damned (Live At Brixton Academy 2002) (Harris) – 5:03
4. The Making of Rainmaker (Video)

## Közreműködők
- Bruce Dickinson – ének
- Dave Murray – gitár
- Adrian Smith – gitár
- Janick Gers – gitár
- Steve Harris – basszusgitár
- Nicko McBrain – dobok

## Slágerlistás helyezések
| Slágerlista (2003-2004)               | Legjobb helyezés |
| ------------------------------------- | ---------------- |
| Dánia (Tracklisten Top 40)            | 12               |
| Egyesült Királyság (UK Singles Chart) | 13               |
| Finnország (Singlet Top 20)           | 3                |
| Franciaország (Single Top 100)        | 71               |
| Hollandia (Single Top 100)            | 98               |
| Kanada (Nielsen SoundScan)            | 7                |
| Magyarország (Single Top 40)          | 2                |
| Németország (Media Control Charts)    | 36               |
| Olaszország (FIMI)                    | 13               |
| Spanyolország (PROMUSICAE)            | 2                |
| Svédország (Sverigetopplistan)        | 35               |
| Svájc (Schweizer Hitparade)           | 94               |